# Liste der Naturdenkmale in Bergen (bei Kirn)
Die Liste der Naturdenkmale in Bergen nennt die im Gemeindegebiet von Bergen ausgewiesenen Naturdenkmale (Stand 15. Juli 2013).

## Naturdenkmale
| Nr.         | Bezeichnung  | Lage                                                     | Beschreibung | Bild                                    |
| ----------- | ------------ | -------------------------------------------------------- | ------------ | --------------------------------------- |
| ND-7134-377 | Eiche        | Neuer Kirner Weg, am Sportplatz Lage                     | Quercus sp.  | Direkt Bild zu diesem Denkmal hochladen |
| ND-7134-378 | Eiche        | östlich des Ortes; Abteilung Kraupen Haderswäldchen Lage | Quercus sp.  | Direkt Bild zu diesem Denkmal hochladen |
| ND-7134-379 | Dicke Eiche  | nordwestlich des Ortes; Abteilung Ochsenheck Lage        | Quercus sp.  | Direkt Bild zu diesem Denkmal hochladen |
| ND-7134-465 | Naturdenkmal | südlich des Ortes; Abteilung Pergwäldchen Lage           |              | Direkt Bild zu diesem Denkmal hochladen |